# Micrurus pyrrhocryptus
Micrurus pyrrhocryptus (аргентинський кораловий аспід) — вид отруйних змій родини аспідових (Elapidae). Мешкає в Південній Америці.

## Поширення і екологія
Аргентинські коралові аспіди поширені від Болівії і Парагваю до центральної Аргентини. Вони живуть в сухих тропічних листяних лісах, на луках, в саванах і сухих чагарниках Чако. Зустрічаються на висоті від 100 до 500 м над рівнем моря.